# QJY-88
A QJY-88 (chinês simplificado: 88式通用机枪, pinyin: 1988 shì tōngyòng jīqiāng) é uma metralhadora leve chinesa de 5,8x42 mm projetada no final da década de 1980 pela Norinco. Seu objetivo era substituir a obsoleta metralhadora Type 67 em serviço no Exército de Libertação Popular.

## Projeto
Foi criada com os primeiros protótipos projetados em 1989 antes de ser aprovada para produção em 1999. Uma variante com um cano mais pesado, um quebra-chamas mais longo e um gatilho solenoide elétrico que substitui a coronha, chamada QJT88 (QJT5.8), foi projetada para uso coaxial em veículos.

## Variantes
QJY-88variante base.
QJT-88metralhadora coaxial com gatilho solenóide elétrico.

## Operadores
- China: Alega-se que foi aposentada pelo ELP e substituída pela QJY-201.[4] Ainda em uso pelas forças policiais chinesas.[5]

### Operadores não estatais
- Tigres Tâmeis[6]